# Česká hokejová reprezentace

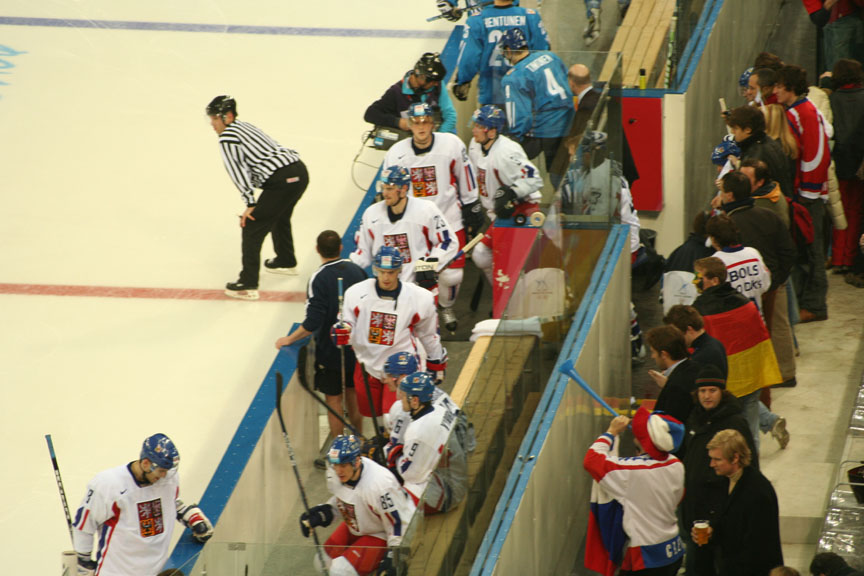
Čeští hokejisté v bílých dresech na olympijských hrách v Turíně 2006

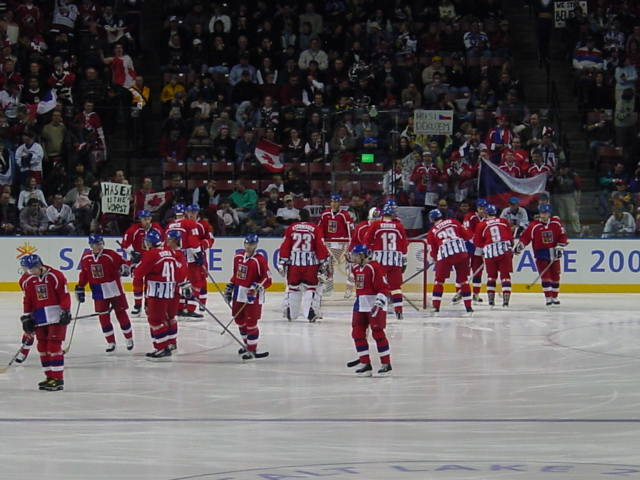
Čeští hokejisté v červených dresech na ZOH 2002

Česká hokejová reprezentace zastupuje Česko na mezinárodních turnajích v ledním hokeji, jako jsou mistrovství světa, olympijské hry či Světový pohár. Je řízena Českým svazem ledního hokeje. Vznikla roku 1993, po rozpadu Československa, kdy došlo i k rozdělení úspěšné československé hokejové reprezentace (držitelky šesti titulů mistra světa). Český tým byl direktoriátem IIHF určen jako následovník československé reprezentace, proto byl zařazen do elitní skupiny mistrovství světa. 
Česká hokejová reprezentace dokázala jako jediná vyhrát třikrát mistrovství světa v řadě v systému playoff a rovněž jako první získala za tuto dobu celkem 7 zlatých medailí (po MS 2024 má dále Kanada 9 titulů, Rusko 5, Švédsko 6, Finsko 4 a Slovensko 1 titul). Z celkem 31 účastí na MS (1993–2024) si česká reprezentace přivezla sedm zlatých (1996, 1999, 2000, 2001, 2005, 2010 a 2024), jednu stříbrnou (2006) a šest bronzových medailí (1993, 1997, 1998, 2011, 2012 a 2022). Pětkrát prohrála zápas o bronzovou medaili (1995, 2003, 2014, 2015 a 2019) a třináctkrát skončila ve čtvrtfinále (1994, 2002, 2004, 2007, 2008, 2009, 2013, 2016, 2017, 2018, 2021, 2023 a 2025). 
K největším úspěchům české hokejové reprezentace patří zlato na olympijském turnaji v roce 1998, jehož cena spočívala mj. v tom, že turnaje se po mnoha letech účastnily i největší hvězdy NHL, proto byl někdy přezdíván "turnaj století". Toto vítězství mělo i mimořádný kulturní dopad v české společnosti. Z olympijských her mají Češi i jeden bronz (2006). Ten si přivezli i ze Světového poháru 2004. Česká reprezentace patří mezi šest nejsilnějších týmů na světě vedle Kanady, Ruska, Finska, Švédska a USA, tato skupina se nazývá „Velká šestka“. Krom československé hokejové reprezentace je jejím předchůdcem i hokejová reprezentace Čech, jež existovala za Rakouska-Uherska, kdy získala dva tituly mistra Evropy, a hokejová reprezentace Protektorátu Čechy a Morava, existující v letech 1939–1945. V roce 2024 byla reprezentace po zisku mistrovského titulu oceněna premiérem Petrem Fialou Medaili Karla Kramáře.

## Celková bilance české hokejové reprezentace proti ostatním týmům
| Tým                                    | Počet zápasů | Výher | Remíz | Proher | Skóre     | Úspěšnost | Archiv zápasů |
| -------------------------------------- | ------------ | ----- | ----- | ------ | --------- | --------- | ------------- |
| Bělorusko                              | 17           | 16    | 0     | 1      | 72:21     | 94 %      | Zpráva        |
| Dánsko                                 | 12           | 9     | 0     | 3      | 40:16     | 75 %      | Zpráva        |
| Finsko                                 | 162          | 73    | 8     | 81     | 387:417   | 48 %      | Zpráva        |
| Francie                                | 15           | 14    | 0     | 1      | 84:29     | 93 %      | Zpráva        |
| Itálie                                 | 9            | 9     | 0     | 0      | 64:11     | 100 %     | Zpráva        |
| Japonsko                               | 4            | 4     | 0     | 0      | 31:10     | 100 %     | Zpráva        |
| Jižní Korea                            | 1            | 1     | 0     | 0      | 2:1       | 100 %     | Zpráva        |
| Kanada                                 | 64           | 34    | 4     | 26     | 202:182   | 56 %      | Zpráva        |
| Kazachstán                             | 6            | 6     | 0     | 0      | 32:5      | 100 %     | Zpráva        |
| Lotyšsko                               | 19           | 17    | 1     | 1      | 66:34     | 92 %      | Zpráva        |
| Maďarsko                               | 1            | 1     | 0     | 0      | 6:1       | 100 %     | Zpráva        |
| Německo                                | 56           | 46    | 2     | 8      | 230:117   | 84 %      | Zpráva        |
| Norsko                                 | 32           | 29    | 2     | 1      | 127:36    | 94 %      | Zpráva        |
| Polsko                                 | 1            | 0     | 1     | 0      | 2:2       | 50 %      | Zpráva        |
| Rakousko                               | 25           | 24    | 0     | 1      | 123:30    | 96 %      | Zpráva        |
| Rusko                                  | 152          | 59    | 7     | 86     | 372:428   | 41 %      | Zpráva        |
| Slovensko                              | 75           | 53    | 7     | 15     | 259:153   | 75 %      | Zpráva        |
| Slovinsko                              | 5            | 5     | 0     | 0      | 25:11     | 100 %     | Zpráva        |
| Švédsko                                | 167          | 72    | 7     | 88     | 446:475   | 45 %      | Zpráva        |
| Švýcarsko                              | 60           | 37    | 2     | 21     | 163:118   | 63 %      | Zpráva        |
| Ukrajina                               | 1            | 1     | 0     | 0      | 5:2       | 100 %     | Zpráva        |
| Velká Británie                         | 3            | 3     | 0     | 0      | 15:3      | 100 %     | Zpráva        |
| USA                                    | 26           | 14    | 1     | 11     | 76:73     | 56 %      | Zpráva        |
| Výběr Evropy                           | 1            | 0     | 0     | 1      | 2:3       | 0%        |               |
| Výběr severoamerických hráčů do 23 let | 1            | 1     | 0     | 0      | 3:2       | 100%      |               |
| Celkem                                 | 913          | 526   | 42    | 345    | 2822:2182 | 60 %      |               |

Bilance zápasů k 16. 12. 2024 (po Švýcarských hokejových hrách).
Zdroj:

## Mezistátní utkání reprezentace
| Sezóna    | Počet | V   | VPP | VSN | R  | PPP | PSN | P   | Skóre     |
| --------- | ----- | --- | --- | --- | -- | --- | --- | --- | --------- |
| 1992–1993 | 15    | 12  | 0   | 0   | 1  | 1   | 0   | 1   | 63:25     |
| 1993–1994 | 27    | 13  | 0   | 0   | 4  | 1   | 0   | 9   | 88:67     |
| 1994–1995 | 26    | 16  | 0   | 0   | 3  | 0   | 0   | 7   | 83:55     |
| 1995–1996 | 32    | 19  | 0   | 0   | 3  | 1   | 0   | 9   | 139:86    |
| 1996–1997 | 33    | 14  | 0   | 0   | 2  | 0   | 0   | 17  | 84:102    |
| 1997–1998 | 34    | 21  | 0   | 1   | 5  | 0   | 0   | 7   | 122:67    |
| 1998–1999 | 34    | 18  | 0   | 0   | 7  | 0   | 0   | 9   | 113:72    |
| 1999–2000 | 32    | 21  | 0   | 0   | 4  | 0   | 0   | 7   | 103:62    |
| 2000–2001 | 29    | 13  | 2   | 1   | 1  | 1   | 2   | 9   | 89:68     |
| 2001–2002 | 33    | 17  | 1   | 1   | 3  | 0   | 1   | 10  | 112:76    |
| 2002–2003 | 31    | 14  | 0   | 2   | 3  | 2   | 1   | 9   | 96:76     |
| 2003–2004 | 25    | 12  | 1   | 3   | 0  | 0   | 4   | 5   | 82:59     |
| 2004–2005 | 34    | 16  | 2   | 2   | 2  | 2   | 2   | 8   | 102:77    |
| 2005–2006 | 33    | 11  | 1   | 1   | 3  | 1   | 1   | 15  | 86:94     |
| 2006–2007 | 28    | 9   | 1   | 1   | 0  | 2   | 2   | 13  | 76:78     |
| 2007–2008 | 27    | 12  | 0   | 2   | 0  | 3   | 1   | 9   | 95:84     |
| 2008–2009 | 24    | 11  | 1   | 0   | 0  | 0   | 2   | 10  | 82:81     |
| 2009–2010 | 32    | 14  | 2   | 5   | 0  | 2   | 1   | 8   | 92:70     |
| 2010–2011 | 28    | 14  | 0   | 1   | 0  | 1   | 1   | 11  | 77:71     |
| 2011–2012 | 28    | 13  | 1   | 6   | 0  | 1   | 0   | 7   | 81:59     |
| 2012–2013 | 26    | 13  | 0   | 1   | 0  | 0   | 0   | 12  | 49:48     |
| 2013–2014 | 33    | 14  | 2   | 1   | 0  | 0   | 3   | 13  | 72:77     |
| 2014–2015 | 26    | 12  | 0   | 3   | 0  | 0   | 3   | 8   | 76:60     |
| 2015–2016 | 25    | 11  | 1   | 3   | 0  | 0   | 2   | 8   | 73:61     |
| 2016–2017 | 30    | 13  | 1   | 3   | 0  | 1   | 1   | 11  | 98:88     |
| 2017–2018 | 15    | 6   | 3   | 0   | 0  | 0   | 0   | 6   | 37:36     |
| Celkem    | 738   | 360 | 19  | 36  | 41 | 19  | 27  | 238 | 2270:1798 |

### Neoficiální mezistátní utkání reprezentace
| Sezóna    | Počet | V | VPP | VSN | R | PPP | PSN | P | Skóre |
| --------- | ----- | - | --- | --- | - | --- | --- | - | ----- |
| 1994–1995 | 1     | 1 | 0   | 0   | 0 | 0   | 0   | 0 | 3:2   |
| 1998–1999 | 2     | 0 | 1   | 1   | 0 | 0   | 0   | 0 | 2:0   |
| 2003–2004 | 1     | 0 | 0   | 0   | 0 | 1   | 0   | 0 | 0:1   |
| 2006–2007 | 1     | 0 | 1   | 0   | 0 | 0   | 0   | 0 | 1:0   |
| Celkem    | 4     | 1 | 2   | 1   | 0 | 1   | 0   | 0 | 6:3   |

- V – výhra
- VPP – výhra po prodloužení
- VSN – výhra po samostatných nájezdech
- R – remíza
- PPP – prohra po prodloužení
- PSN – prohra po samostatných nájezdech
- P – prohra

- Do roku 2006 se na všech světových šampionátech počítala výhra/prohra po prodloužení, nebo po samostatných nájezdech jako klasická výhra/prohra (prodlužovalo se pouze ve vyřazovacích bojích play-off).

## Galerie dresů reprezentace
| 1993 | ZOH 1994 | MS 1994 | 1995 | MS 1996 |
|      |          |         |      |         |

| 1996–1997 | 1998–2002 | 2003–2005 | SP 2004 | 2006–2008 | 2009–2013 |
|           |           |           |         |           |           |

| 2014 | 2015–2018 | SP 2016 | ZOH 2018 | 2019–2021 | 2022 |
|      |           |         |          |           |      |

Dres se lvem na prsou se používal v letech 2018–2023. Tento dres zavedl hokejový svaz, aby mohl vybírat licenční poplatky, ale vzhled se nesetkal s dobrou odezvou.

## Olympijské hry

### Účast na zimních olympijských hrách
| ZOH      | Místo konání ZOH            | Umístění         | Kapitán          | Trenéři                                                                   | Soupiska |
| -------- | --------------------------- | ---------------- | ---------------- | ------------------------------------------------------------------------- | -------- |
| ZOH 1994 | Norsko (Lillehammer)        | 5. místo         | Otakar Janecký   | Ivan Hlinka a Stanislav Neveselý                                          | Soupiska |
| ZOH 1998 | Japonsko (Nagano)           | Zlatá medaile    | Vladimír Růžička | Ivan Hlinka, Slavomír Lener a Vladimír Martinec                           | Soupiska |
| ZOH 2002 | USA (Salt Lake City)        | 7. místo         | Jaromír Jágr     | Josef Augusta, Vladimír Martinec a Vladimír Růžička                       | Soupiska |
| ZOH 2006 | Itálie (Turín)              | Bronzová medaile | Robert Lang      | Alois Hadamczik, Mojmír Trličík a Ondřej Weissmann                        | Soupiska |
| ZOH 2010 | Kanada (Vancouver)          | 7. místo         | Patrik Eliáš     | Vladimír Růžička, Josef Jandač a Ondřej Weissmann                         | Soupiska |
| ZOH 2014 | Rusko (Soči)                | 6. místo         | Tomáš Plekanec   | Alois Hadamczik, Josef Paleček a František Musil                          | Soupiska |
| ZOH 2018 | Jižní Korea (Pchjongčchang) | 4. místo         | Martin Erat      | Josef Jandač, Václav Prospal, Jiří Kalous, Jaroslav Špaček a Petr Jaroš   | Soupiska |
| ZOH 2022 | Čína (Peking)               | 9. místo         | Roman Červenka   | Filip Pešán, Martin Straka, Jaroslav Špaček a Zdeněk Orct                 | Soupiska |
| ZOH 2026 | Itálie (Milán)              |                  |                  | Radim Rulík, Jiří Kalous, Tomáš Plekanec, Marek Židlický a Ondřej Pavelec | Soupiska |

### Play off
| ZOH  | Předkolo Play off       | Čtvrtfinále           | Semifinále            | O 3. místo         | Finále            |
| ---- | ----------------------- | --------------------- | --------------------- | ------------------ | ----------------- |
| 1994 | nehrálo se              | Česko 2 – 3 PP Kanada | Ne                    | Ne                 | Ne                |
| 1998 | nehrálo se              | Česko 4 – 1 USA       | Česko 2 – 1 SN Kanada | Ne                 | Česko 1 – 0 Rusko |
| 2002 | nehrálo se              | Česko 0 – 1 Rusko     | Ne                    | Ne                 | Ne                |
| 2006 | nehrálo se              | Česko 3 – 1 Slovensko | Česko 3 – 7 Švédsko   | Česko 3 – 0 Rusko  | Ne                |
| 2010 | Česko 3 – 2 PP Lotyšsko | Česko 0 – 2 Finsko    | Ne                    | Ne                 | Ne                |
| 2014 | Česko 5 – 3 Slovensko   | Česko 2 – 5 USA       | Ne                    | Ne                 | Ne                |
| 2018 | Ne                      | Česko 3 – 2 SN USA    | Česko 0 – 3 OAR       | Česko 4 – 6 Kanada | Ne                |
| 2022 | Česko 2 – 4 Švýcarsko   | Ne                    | Ne                    | Ne                 | Ne                |
| 2026 |                         |                       |                       |                    |                   |

### Nejúspěšnější hokejisté na zimních olympijských hrách v ledním hokeji
Tučné = zlato
ZOH xxx = stříbro
ZOH xxx = bronz
| Hráč              | Post    | Počet OH | Zlatá medaile | Stříbrná medaile | Bronzová medaile | OH                                               |
| ----------------- | ------- | -------- | ------------- | ---------------- | ---------------- | ------------------------------------------------ |
| Aleš Hemský       | Útočník | 2        |               |                  | 1                | ZOH 2006, ZOH 2014                               |
| Aleš Kotalík      | Útočník | 1        |               |                  | 1                | ZOH 2006                                         |
| David Moravec     | Útočník | 1        | 1             |                  |                  | ZOH 1998                                         |
| David Výborný     | Útočník | 1        |               |                  | 1                | ZOH 2006                                         |
| Dominik Hašek     | Brankář | 3        | 1             |                  | 1                | ZOH 1998, ZOH 2002, ZOH 2006                     |
| Filip Kuba        | Obránce | 2        |               |                  | 1                | ZOH 2006, ZOH 2010                               |
| František Kaberle | Obránce | 1        |               |                  | 1                | ZOH 2006                                         |
| František Kučera  | Obránce | 1        | 1             |                  |                  | ZOH 1998                                         |
| Jan Bulis         | Útočník | 1        |               |                  | 1                | ZOH 2006                                         |
| Jan Čaloun        | Útočník | 1        | 1             |                  |                  | ZOH 1998                                         |
| Jaromír Jágr      | Útočník | 5        | 1             |                  | 1                | ZOH 1998, ZOH 2002, ZOH 2006, ZOH 2010, ZOH 2014 |
| Jaroslav Špaček   | Obránce | 3        | 1             |                  | 1                | ZOH 1998, ZOH 2002, ZOH 2006                     |
| Jiří Dopita       | Útočník | 2        | 1             |                  |                  | ZOH 1998, ZOH 2002                               |
| Jiří Šlégr        | Obránce | 1        | 1             |                  |                  | ZOH 1998                                         |
| Josef Beránek     | Útočník | 1        | 1             |                  |                  | ZOH 1998                                         |
| Libor Procházka   | Obránce | 1        | 1             |                  |                  | ZOH 1998                                         |
| Marek Malík       | Obránce | 1        |               |                  | 1                | ZOH 2006                                         |
| Marek Židlický    | Obránce | 3        |               |                  | 1                | ZOH 2006, ZOH 2010, ZOH 2014                     |
| Martin Erat       | Útočník | 3        |               |                  | 1                | ZOH 2006, ZOH 2010, ZOH 2018                     |
| Martin Havlát     | Útočník | 2        |               |                  |                  | ZOH 2002, ZOH 2010                               |
| Martin Procházka  | Útočník | 1        | 1             |                  |                  | ZOH 1998                                         |
| Martin Ručinský   | Útočník | 3        | 1             |                  | 1                | ZOH 1998, ZOH 2002, ZOH 2006                     |
| Martin Straka     | Útočník | 2        | 1             |                  | 1                | ZOH 1998, ZOH 2006                               |
| Milan Hejduk      | Útočník | 3        | 1             |                  | 1                | ZOH 1998, ZOH 2002, ZOH 2006                     |
| Milan Hnilička    | Brankář | 3        | 1             |                  | 1                | ZOH 1998, ZOH 2002, ZOH 2006                     |
| Patrik Eliáš      | Útočník | 4        |               |                  | 1                | ZOH 2002, ZOH 2006, ZOH 2010, ZOH 2014           |
| Pavel Kubina      | Obránce | 3        |               |                  | 1                | ZOH 2002, ZOH 2006, ZOH 2010                     |
| Pavel Patera      | Útočník | 2        | 1             |                  |                  | ZOH 1998, ZOH 2002                               |
| Petr Čajánek      | Útočník | 3        |               |                  | 1                | ZOH 2002, ZOH 2006, ZOH 2010                     |
| Petr Svoboda      | Obránce | 1        | 1             |                  |                  | ZOH 1998                                         |
| Richard Šmehlík   | Obránce | 2        | 1             |                  |                  | ZOH 1998, ZOH 2002                               |
| Robert Lang       | Útočník | 3        | 1             |                  | 1                | ZOH 1998, ZOH 2002, ZOH 2006                     |
| Robert Reichel    | Útočník | 2        | 1             |                  |                  | ZOH 1998, ZOH 2002                               |
| Roman Čechmánek   | Brankář | 2        | 1             |                  |                  | ZOH 1998, ZOH 2002                               |
| Roman Hamrlík     | Obránce | 2        | 1             |                  |                  | ZOH 1998, ZOH 2002                               |
| Rostislav Olesz   | Útočník | 1        |               |                  | 1                | ZOH 2006                                         |
| Tomáš Kaberle     | Obránce | 4        |               |                  | 1                | ZOH 2002, ZOH 2006, ZOH 2010, ZOH 2014           |
| Tomáš Vokoun      | Brankář | 2        |               |                  | 1                | ZOH 2006, ZOH 2010                               |
| Václav Prospal    | Útočník | 1        |               |                  | 1                | ZOH 2006                                         |
| Vladimír Růžička  | Útočník | 1        | 1             |                  |                  | ZOH 1998                                         |

## Mistrovství světa

### Účast na mistrovství světa
| MS      | Místo konání                                   | Umístění                         | Kapitán                            | Trenéři                                                                   | Soupiska                         | Soupiska na eliteprospects       |
| ------- | ---------------------------------------------- | -------------------------------- | ---------------------------------- | ------------------------------------------------------------------------- | -------------------------------- | -------------------------------- |
| MS 1993 | SRN (Dortmund, Mnichov)                        | Bronzová medaile                 | Otakar Janecký                     | Ivan Hlinka a Jaroslav Walter                                             | Soupiska                         | Zde                              |
| MS 1994 | Itálie (Canezei, Bolzano, Milán)               | 7. místo                         | Otakar Janecký                     | Ivan Hlinka a Stanislav Neveselý                                          | Soupiska                         | Zde                              |
| MS 1995 | Švédsko (Stockholm)                            | 4. místo                         | Jiří Kučera                        | Luděk Bukač a Zdeněk Uher                                                 | Soupiska                         | Zde                              |
| MS 1996 | Rakousko (Vídeň)                               | Zlatá medaile                    | Robert Reichel                     | Luděk Bukač, Zdeněk Uher a Slavomír Lener                                 | Soupiska                         | Zde                              |
| MS 1997 | Finsko (Helsinky, Turku, Tampere)              | Bronzová medaile                 | Robert Reichel                     | Ivan Hlinka, Slavomír Lener a Vladimír Martinec                           | Soupiska                         | Zde                              |
| MS 1998 | Švýcarsko (Curych, Basilej)                    | Bronzová medaile                 | Robert Reichel                     | Ivan Hlinka, Slavomír Lener a Vladimír Martinec                           | Soupiska                         | Zde                              |
| MS 1999 | Norsko (Hamar, Lillehammer, Oslo)              | Zlatá medaile                    | Pavel Patera                       | Ivan Hlinka, Josef Augusta a Vladimír Martinec                            | Soupiska                         | Zde                              |
| MS 2000 | Rusko (Petrohrad)                              | Zlatá medaile                    | Robert Reichel                     | Josef Augusta a Vladimír Martinec                                         | Soupiska                         | Zde                              |
| MS 2001 | Německo (Norimberk, Kolín nad Rýnem, Hannover) | Zlatá medaile                    | Robert Reichel                     | Josef Augusta a Vladimír Martinec                                         | Soupiska                         | Zde                              |
| MS 2002 | Švédsko (Göteborg, Jönköping, Karlstad)        | 5. místo                         | Jaromír Jágr                       | Josef Augusta a Vladimír Martinec                                         | Soupiska                         | Zde                              |
| MS 2003 | Finsko (Helsinky)                              | 4. místo                         | Robert Reichel                     | Slavomír Lener, Vladimír Růžička a Antonín Stavjaňa                       | Soupiska                         | Zde                              |
| MS 2004 | Česko (Praha, Ostrava)                         | 5. místo                         | Martin Straka                      | Slavomír Lener, Vladimír Růžička a Antonín Stavjaňa                       | Soupiska                         | Zde                              |
| MS 2005 | Rakousko (Vídeň, Innsbruck)                    | Zlatá medaile                    | David Výborný                      | Vladimír Růžička, Ondřej Weissmann, Radim Rulík a Marian Jelínek          | Soupiska                         | Zde                              |
| MS 2006 | Lotyšsko (Riga)                                | Stříbrná medaile                 | David Výborný                      | Alois Hadamczik, Josef Paleček a František Musil                          | Soupiska                         | Zde                              |
| MS 2007 | Rusko (Moskva, Petrohrad)                      | 7. místo                         | David Výborný                      | Alois Hadamczik, Josef Paleček a Pavel Marek                              | Soupiska                         | Zde                              |
| MS 2008 | Kanada (Québec, Halifax)                       | 5. místo                         | Tomáš Kaberle                      | Alois Hadamczik, Josef Paleček                                            | Soupiska                         | Zde                              |
| MS 2009 | Švýcarsko (Bern, Kloten)                       | 6. místo                         | Marek Židlický                     | Vladimír Růžička, Josef Jandač a Ondřej Weissmann                         | Soupiska                         | Zde                              |
| MS 2010 | Německo (Kolín nad Rýnem a Mannheim)           | Zlatá medaile                    | Tomáš Rolinek                      | Vladimír Růžička, Josef Jandač a Ondřej Weissmann                         | Soupiska                         | Zde                              |
| MS 2011 | Slovensko (Bratislava, Košice)                 | Bronzová medaile                 | Tomáš Rolinek                      | Alois Hadamczik a Josef Paleček                                           | Soupiska                         | Zde                              |
| MS 2012 | Finsko a Švédsko (Helsinky, Stockholm)         | Bronzová medaile                 | Tomáš Plekanec                     | Alois Hadamczik a Josef Paleček                                           | Soupiska                         | Zde                              |
| MS 2013 | Švédsko a Finsko (Stockholm, Helsinky)         | 7. místo                         | Jiří Novotný                       | Alois Hadamczik, Josef Paleček a Jan Procházka                            | Soupiska                         | Zde                              |
| MS 2014 | Bělorusko (Minsk)                              | 4. místo                         | Tomáš Rolinek                      | Vladimír Růžička, Ondřej Weissmann, Jaroslav Špaček a Martin Prusek       | Soupiska                         | Zde                              |
| MS 2015 | Česko (Praha, Ostrava)                         | 4. místo                         | Jakub Voráček                      | Vladimír Růžička, Ondřej Weissmann, Jaroslav Špaček a Martin Prusek       | Soupiska                         | Zde                              |
| MS 2016 | Rusko (Moskva, Petrohrad)                      | 5. místo                         | Tomáš Plekanec                     | Vladimír Vůjtek, Josef Jandač, Jiří Kalous, Jaroslav Špaček a Petr Jaroš  | Soupiska                         | Zde                              |
| MS 2017 | Francie a Německo (Paříž, Kolín nad Rýnem)     | 7. místo                         | Jakub Voráček                      | Josef Jandač, Václav Prospal, Jiří Kalous, Jaroslav Špaček a Petr Jaroš   | Soupiska                         | Zde                              |
| MS 2018 | Dánsko (Kodaň, Herning)                        | 7. místo                         | Roman Červenka                     | Josef Jandač, Václav Prospal, Jiří Kalous, Jaroslav Špaček a Petr Přikryl | Soupiska                         | Zde                              |
| MS 2019 | Slovensko (Bratislava, Košice)                 | 4. místo                         | Jakub Voráček                      | Miloš Říha, Robert Reichel, Karel Mlejnek a Zdeněk Orct                   | Soupiska                         | Zde                              |
| MS 2020 | Švýcarsko (Curych, Lausanne)                   | Zrušeno kvůli pandemii covidu-19 | Zrušeno kvůli pandemii covidu-19   | Zrušeno kvůli pandemii covidu-19                                          | Zrušeno kvůli pandemii covidu-19 | Zrušeno kvůli pandemii covidu-19 |
| MS 2021 | Lotyšsko (Riga)                                | 7. místo                         | Jan Kovář Tomáš Zohorna (7. zápas) | Filip Pešán, Martin Straka, Jaroslav Špaček a Zdeněk Orct                 | Soupiska                         | Zde                              |
| MS 2022 | Finsko (Helsinky, Tampere)                     | Bronzová medaile                 | Roman Červenka                     | Kari Jalonen, Libor Zábranský, Martin Erat, Kalle Kaskinen a Zdeněk Orct  | Soupiska                         | Zde                              |
| MS 2023 | Lotyšsko a Finsko (Riga, Tampere)              | 8. místo                         | Roman Červenka                     | Kari Jalonen, Libor Zábranský, Martin Erat, Fredrik Norrena a Zdeněk Orct | Soupiska                         | Zde                              |
| MS 2024 | Česko (Praha, Ostrava)                         | Zlatá medaile                    | Roman Červenka                     | Radim Rulík, Jiří Kalous, Tomáš Plekanec, Marek Židlický a Ondřej Pavelec | Soupiska                         | Zde                              |
| MS 2025 | Švédsko a Dánsko (Stockholm, Herning)          | 6. místo                         | Roman Červenka                     | Radim Rulík, Jiří Kalous, Tomáš Plekanec, Marek Židlický a Ondřej Pavelec | Soupiska                         | Zde                              |
| MS 2026 | Švýcarsko (Curych, Fribourg)                   |                                  |                                    | Radim Rulík, Jiří Kalous, Tomáš Plekanec, Marek Židlický a Ondřej Pavelec | Soupiska                         |                                  |
| MS 2027 | Německo (Düsseldorf, Mannheim)                 |                                  |                                    |                                                                           | Soupiska                         |                                  |
| MS 2028 | Francie (Paříž, Lyon)                          |                                  |                                    |                                                                           | Soupiska                         |                                  |
| MS 2029 | Slovensko (Bratislava, Košice)                 |                                  |                                    |                                                                           |                                  |                                  |

### Play off
| MS   | Čtvrtfinále            | Semifinále                          | O 3. místo            | Finále                              |
| ---- | ---------------------- | ----------------------------------- | --------------------- | ----------------------------------- |
| 1993 | Česko 8 – 1 Itálie     | Česko 3 – 4 PP Švédsko              | Česko 5 – 1 Kanada    | Ne                                  |
| 1994 | Česko 2 – 3 Kanada     | Ne                                  | Ne                    | Ne                                  |
| 1995 | Česko 2 – 0 Rusko      | Česko 0 – 3 Finsko                  | Česko 1 – 4 Kanada    | Ne                                  |
| 1996 | Česko 6 – 1 Německo    | Česko 5 – 0 USA                     | Ne                    | Česko 4 – 2 Kanada                  |
| 1997 | nehrálo se             | skupina                             | Česko 4 – 3 Rusko     | Ne                                  |
| 1998 | skupina                | Česko 1 – 4; 2 – 2 Finsko           | Česko 4 – 0 Švýcarsko | Ne                                  |
| 1999 | skupina                | Česko 1 – 2; 6 – 4; 1 – 0 SN Kanada | Ne                    | Česko 3 – 1; 1 – 4; 1 – 0 PP Finsko |
| 2000 | Česko 3 – 1 Lotyšsko   | Česko 2 – 1 Kanada                  | Ne                    | Česko 5 – 3 Slovensko               |
| 2001 | Česko 2 – 0 Slovensko  | Česko 3 – 2 SN Švédsko              | Ne                    | Česko 3 – 2 PP Finsko               |
| 2002 | Česko 1 – 3 Rusko      | Ne                                  | Ne                    | Ne                                  |
| 2003 | Česko 3 – 0 Rusko      | Česko 4 – 8 Kanada                  | Česko 2 – 4 Slovensko | Ne                                  |
| 2004 | Česko 2 – 3 SN USA     | Ne                                  | Ne                    | Ne                                  |
| 2005 | Česko 3 – 2 SN USA     | Česko 3 – 2 PP Švédsko              | Ne                    | Česko 3 – 0 Kanada                  |
| 2006 | Česko 4 – 3 PP Rusko   | Česko 3 – 1 Finsko                  | Ne                    | Česko 0 – 4 Švédsko                 |
| 2007 | Česko 0 – 4 Rusko      | Ne                                  | Ne                    | Ne                                  |
| 2008 | Česko 2 – 3 PP Švédsko | Ne                                  | Ne                    | Ne                                  |
| 2009 | Česko 1 – 3 Švédsko    | Ne                                  | Ne                    | Ne                                  |
| 2010 | Česko 2 – 1 SN Finsko  | Česko 3 – 2 SN Švédsko              | Ne                    | Česko 2 – 1 Rusko                   |
| 2011 | Česko 4 – 0 USA        | Česko 2 – 5 Švédsko                 | Česko 7 – 4 Rusko     | Ne                                  |
| 2012 | Česko 4 – 3 Švédsko    | Česko 1 – 3 Slovensko               | Česko 3 – 2 Finsko    | Ne                                  |
| 2013 | Česko 1 – 2 Švýcarsko  | Ne                                  | Ne                    | Ne                                  |
| 2014 | Česko 4 – 3 USA        | Česko 0 – 3 Finsko                  | Česko 0 – 3 Švédsko   | Ne                                  |
| 2015 | Česko 5 – 3 Finsko     | Česko 0 – 2 Kanada                  | Česko 0 – 3 USA       | Ne                                  |
| 2016 | Česko 1 – 2 SN USA     | Ne                                  | Ne                    | Ne                                  |
| 2017 | Česko 0 – 3 Rusko      | Ne                                  | Ne                    | Ne                                  |
| 2018 | Česko 2 – 3 USA        | Ne                                  | Ne                    | Ne                                  |
| 2019 | Česko 5 – 1 Německo    | Česko 1 – 5 Kanada                  | Česko 2 – 3 SN Rusko  | Ne                                  |
| 2020 | nehrálo se             | nehrálo se                          | nehrálo se            | nehrálo se                          |
| 2021 | Česko 0 – 1 Finsko     | Ne                                  | Ne                    | Ne                                  |
| 2022 | Česko 4 – 1 Německo    | Česko 1 – 6 Kanada                  | Česko 8 – 4 USA       | Ne                                  |
| 2023 | Česko 0 – 3 USA        | Ne                                  | Ne                    | Ne                                  |
| 2024 | Česko 1 – 0 USA        | Česko 7 – 3 Švédsko                 | Ne                    | Česko 2 – 0 Švýcarsko               |
| 2025 | Česko 2 – 5 Švédsko    | Ne                                  | Ne                    | Ne                                  |

### Nejúspěšnější hokejisté na mistrovstvích světa v ledním hokeji
Tučně = zlato
 MS 2006 = stříbro
 MS 1997, MS 1998, MS 2011, MS 2012, MS 2022 = bronz
| Hráč              | Post    | Počet MS | Zlatá medaile | Stříbrná medaile | Bronzová medaile | MS |
| ----------------- | ------- | -------- | ------------- | ---------------- | ---------------- | --- |
| David Výborný     | Útočník | 12       | 5             | 1                | 2                | MS 1996, MS 1997, MS 1998, MS 1999, MS 2000, MS 2001, MS 2002, MS 2003, MS 2004, MS 2005, MS 2006, MS 2007 |
| Roman Červenka    | Útočník | 11       | 2             | 0                | 2                | MS 2009, MS 2010, MS 2011, MS 2014, MS 2015, MS 2016, MS 2017, MS 2018, MS 2022, MS 2023, MS 2024, MS 2025 |
| Tomáš Plekanec    | Útočník | 11       | 0             | 1                | 2                | MS 2006, MS 2007, MS 2008, MS 2009, MS 2011, MS 2012, MS 2013, MS 2015, MS 2016, MS 2017, MS 2018          |
| František Kaberle | Obránce | 10       | 5             | 0                | 2                | MS 1995, MS 1996, MS 1997, MS 1998, MS 1999, MS 2000, MS 2001, MS 2002, MS 2004, MS 2005                   |
| Jaromír Jágr      | Útočník | 9        | 2             | 0                | 1                | MS 1994, MS 2002, MS 2004, MS 2005, MS 2009, MS 2010, MS 2011, MS 2014, MS 2015                            |
| Roman Čechmánek   | Brankář | 8        | 3             | 0                | 2                | MS 1995, MS 1996, MS 1997, MS 1998, MS 1999, MS 2000, MS 2004, MS 2007                                     |
| Martin Procházka  | Útočník | 8        | 4             | 0                | 2                | MS 1995, MS 1996, MS 1997, MS 1998, MS 1999, MS 2000, MS 2001, MS 2002                                     |
| Pavel Patera      | Útočník | 8        | 4             | 0                | 2                | MS 1995, MS 1996, MS 1997, MS 1998, MS 1999, MS 2000, MS 2001, MS 2002                                     |
| Jiří Dopita       | Útočník | 8        | 3             | 0                | 2                | MS 1994, MS 1995, MS 1996, MS 1997, MS 1998, MS 2000, MS 2001, MS 2004                                     |
| Milan Hnilička    | Brankář | 8        | 3             | 1                | 2                | MS 1997, MS 1998, MS 1999, MS 2001, MS 2002, MS 2005, MS 2006, MS 2008                                     |
| Jaroslav Hlinka   | Útočník | 8        | 1             | 1                | 0                | MS 2001, MS 2002, MS 2003, MS 2004, MS 2006, MS 2007, MS 2008, MS 2009                                     |
| Petr Čáslava      | Obránce | 8        | 1             | 0                | 2                | MS 2007, MS 2008, MS 2009, MS 2010, MS 2011, MS 2012, MS 2013, MS 2015                                     |
| Jiří Novotný      | Útočník | 8        | 1             | 0                | 2                | MS 2007, MS 2008, MS 2010, MS 2011, MS 2012, MS 2013, MS 2014, MS 2015                                     |
| Tomáš Rolinek     | Útočník | 7        | 1             | 1                | 1                | MS 2006, MS 2007, MS 2008, MS 2009, MS 2010, MS 2011, MS 2014                                              |
| Jan Hejda         | Obránce | 7        | 1             | 1                | 0                | MS 2003, MS 2004, MS 2005, MS 2006, MS 2008, MS 2013, MS 2015                                              |
| Jan Kovář         | Útočník | 7        | 0             | 0                | 0                | MS 2013, MS 2014, MS 2015, MS 2016, MS 2017, MS 2019, MS 2021                                              |
| Ondřej Němec      | Útočník | 6        | 1             | 0                | 2                | MS 2009, MS 2010, MS 2011, MS 2012, MS 2014, MS 2015                                                       |
| Robert Reichel    | Útočník | 6        | 3             | 0                | 2                | MS 1996, MS 1997, MS 1998, MS 2000, MS 2001, MS 2003                                                       |
| Jan Hlaváč        | Útočník | 6        | 2             | 1                | 1                | MS 1998, MS 1999, MS 2003, MS 2004, MS 2005, MS 2006                                                       |
| Jaroslav Špaček   | Obránce | 6        | 3             | 0                | 0                | MS 1999, MS 2001, MS 2002, MS 2003, MS 2004, MS 2005                                                       |
| Petr Čajánek      | Útočník | 6        | 3             | 0                | 0                | MS 2000, MS 2001, MS 2002, MS 2005, MS 2007, MS 2009                                                       |
| Marek Židlický    | Obránce | 6        | 1             | 0                | 1                | MS 2005, MS 2007, MS 2008, MS 2009, MS 2011, MS 2013                                                       |
| Pavel Francouz    | Brankář | 6        | 0             | 0                | 0                | MS 2013, MS 2014, MS 2016, MS 2017, MS 2018, MS 2019                                                       |
| Jakub Voráček     | Útočník | 6        | 1             | 0                | 1                | MS 2010, MS 2011, MS 2013, MS 2015, MS 2017, MS 2019                                                       |
| David Pastrňák    | Útočník | 5        | 1             | 0                | 1                | MS 2016, MS 2017, MS 2018, MS 2022, MS 2024, MS 2025                                                       |
| Martin Ručinský   | Útočník | 5        | 3             | 0                | 0                | MS 1994, MS 1999, MS 2001, MS 2004, MS 2005                                                                |
| Viktor Ujčík      | Útočník | 5        | 3             | 0                | 1                | MS 1996, MS 1997, MS 1999, MS 2001, MS 2002                                                                |
| David Moravec     | Útočník | 5        | 2             | 0                | 2                | MS 1997, MS 1998, MS 1999, MS 2001, MS 2002                                                                |
| Jiří Vykoukal     | Obránce | 5        | 2             | 0                | 2                | MS 1995, MS 1996, MS 1997, MS 1998, MS 1999                                                                |
| Petr Hubáček      | Útočník | 5        | 1             | 1                | 1                | MS 2006, MS 2007, MS 2010, MS 2011, MS 2013                                                                |
| Zbyněk Irgl       | Útočník | 5        | 0             | 1                | 0                | MS 2006, MS 2007, MS 2008, MS 2009, MS 2013                                                                |
| Jakub Klepiš      | Útočník | 5        | 1             | 0                | 0                | MS 2008, MS 2009, MS 2010, MS 2014, MS 2015                                                                |
| Zbyněk Michálek   | Obránce | 5        | 0             | 1                | 1                | MS 2006, MS 2007, MS 2008, MS 2011, MS 2013                                                                |
| Petr Koukal       | Útočník | 5        | 1             | 0                | 1                | MS 2010, MS 2012, MS 2013, MS 2015, MS 2016                                                                |
| Michal Jordán     | Útočník | 5        | 0             | 0                | 1                | MS 2014, MS 2015, MS 2016, MS 2018, MS 2022                                                                |

## Světový pohár

### Účast na světových pohárech
| SP      | Místo konání                                                                                          | Umístění                    | Kapitán        | Trenéři                                                                 | Soupiska |
| ------- | --- | --------------------------- | -------------- | ----------------------------------------------------------------------- | -------- |
| SP 1996 | Stockholm, Helsinky, Praha, Garmisch-Partenkirchen, Ottawa, Filadelfie, Montréal, Vancouver, New York | 4. místo v základní skupině | Jaromír Jágr   | Luděk Bukač, Zdeněk Uher a Slavomír Lener                               | Soupiska |
| SP 2004 | Helsinky, Stockholm, Montréal, Kolín nad Rýnem, Saint Paul, Praha, Toronto                            | prohra v semifinále         | Robert Reichel | Vladimír Růžička, Radim Rulík a Marian Jelínek                          | Soupiska |
| SP 2016 | Toronto                                                                                               | 3. místo v základní skupině | Tomáš Plekanec | Josef Jandač, Jiří Kalous, Václav Prospal, Jaroslav Špaček a Petr Jaroš | Soupiska |
| SP 2028 | |                             |                |                                                                         | Soupiska |

### Play off
| SP   | Čtvrtfinále         | Semifinále            | Finále  |
| ---- | ------------------- | --------------------- | ------- |
| 1996 | nehráli             | nehráli               | nehráli |
| 2004 | Česko 6 – 1 Švédsko | Česko 3 – 4 PP Kanada | nehráli |
| 2016 | nehrálo se          | nehráli               | nehráli |

## Euro Hockey Tour
- CZECH HOCKEY GAMES (dříve Pragobanka Cup/Tour, Česká pojišťovna cup, KAJOTbet Hockey Games, Carlson hockey games).
- Sweden Hockey Games (dříve Oddset Hockey Games, LG Hockey Games, Švédské hokejové hry).
- Karjala Cup (též Karjala Tournament).
- Swiss Ice Hockey Games (též Swiss Ice Hockey Tournament).

## Kapitáni reprezentace na mistrovstvích světa, olympijských hrách a světových pohárech
Tučně = zlato
- 7× – Robert Reichel (MS 1996, MS 1997, MS 1998, MS 2000, MS 2001, MS 2003 a SP 2004)
- 6× – Roman Červenka (MS 2018, ZOH 2022, MS 2022, MS 2023, MS 2024, MS 2025)
- 4× – Tomáš Plekanec (MS 2012, ZOH 2014, MS 2016 a SP 2016)
- 3× – Otakar Janecký (MS 1993, ZOH 1994 a MS 1994)
- 3× – Jaromír Jágr (SP 1996, ZOH 2002 a MS 2002)
- 3× – Tomáš Rolinek (MS 2010, MS 2011 a MS 2014)
- 3× – Martin Straka (MS 2003 – zápas se Slovinskem, MS 2004 a SP 2004 – zápas s Německem)
- 3× – David Výborný (MS 2005, MS 2006 a MS 2007)
- 3× – Jakub Voráček (MS 2015, MS 2017 a MS 2019)
- 1× – Patrik Eliáš (ZOH 2010)
- 1× – Tomáš Kaberle (MS 2008)
- 1× – Jiří Kučera (MS 1995)
- 1× – Robert Lang (ZOH 2006)
- 1× – Jiří Novotný (MS 2013)
- 1× – Pavel Patera (MS 1999)
- 1× – Vladimír Růžička (ZOH 1998)
- 1× – Marek Židlický (MS 2009)
- 1× – Martin Erat (ZOH 2018)
- 1× – Jan Kovář (MS 2021)
- 1× – Tomáš Zohorna (MS 2021)

## Trenéři české reprezentace
- 1992/93 Ivan Hlinka, Jaroslav Walter
- 1993/94 Ivan Hlinka, Stanislav Neveselý
- 1994/95 Luděk Bukač, Zdeněk Uher
- 1995/96–1996/97 Luděk Bukač, Zdeněk Uher a Slavomír Lener
- 1996/97 Luděk Bukač, Zdeněk Uher a Vladimír Martinec
- 1996/97–1997/98 Ivan Hlinka, Slavomír Lener a Vladimír Martinec
- 1998/99–1999/00 Ivan Hlinka, Josef Augusta a Vladimír Martinec
- 1999/00–2001/02 Josef Augusta, Vladimír Martinec a na ZOH 2002 také Vladimír Růžička
- 2002/03–2003/04 Slavomír Lener, Vladimír Růžička a Antonín Stavjaňa
- 2004 Ivan Hlinka, Radim Rulík a Ondřej Weissmann (Ivan Hlinka zahynul při autonehodě před začátkem sezóny.)
- 2004/05 Vladimír Růžička, Radim Rulík, Marian Jelínek a Ondřej Weissmann
- 2005/06 Alois Hadamczik, Mojmír Trličík a Ondřej Weissmann
- 2005/06 Alois Hadamczik, Josef Paleček a František Musil
- 2006/07 Alois Hadamczik, Josef Paleček a Pavel Marek
- 2007/08 Alois Hadamczik, Josef Paleček
- 2008/09–2009/10 Vladimír Růžička, Josef Jandač a Ondřej Weissmann
- 2010/11–2011/12 Alois Hadamczik, Josef Paleček
- 2012/13 Alois Hadamczik, Josef Paleček a Jan Procházka
- 2013/14 Alois Hadamczik, Josef Paleček a František Musil
- 2013/14–2014/15 Vladimír Růžička, Ondřej Weissmann,  Jaroslav Špaček a Martin Prusek
- 2015/16 Vladimír Vůjtek, Josef Jandač, Jiří Kalous, Jaroslav Špaček a Petr Jaroš
- 2016/17–2017/18 Josef Jandač, Jiří Kalous, Jaroslav Špaček, Václav Prospal a Petr Jaroš/Petr Přikryl
- 2018/19 Miloš Říha, Robert Reichel, Karel Mlejnek a Zdeněk Orct
- 2019/20 Miloš Říha, Robert Reichel, Karel Mlejnek, Miloš Říha ml. a Zdeněk Orct
- 2020/21–2021/22 Filip Pešán, Martin Straka, Jaroslav Špaček a Zdeněk Orct
- 2021/22 Kari Jalonen, Libor Zábranský, Martin Erat, Kalle Kaskinen a Zdeněk Orct [12]
- 2022/23 Kari Jalonen, Libor Zábranský, Martin Erat, Fredrik Norrena a Zdeněk Orct
- od 2023/24 Radim Rulík, Jiří Kalous, Marek Židlický, Tomáš Plekanec a Ondřej Pavelec[13]

## Generální manažeři české reprezentace
- 1992/93–1994/95 František Pospíšil
- 1995/96–1998/99 František Černík
- 1998/99–1999/00 František Černík a Jindřich Mička
- 1998/00–2000/01 František Černík
- 2000/01–2001/02 František Černík a Ivan Hlinka
- 2001/02–2007/08 Zbyněk Kusý
- 2007/08–2008/09 Martin Urban
- 2008/09–2009/10 František Černík
- 2010/11–2015/16 Slavomír Lener
- 2016/17 Martin Ručinský a (asistent Milan Hnilička)
- 2017/18 Jiří Fischer a (asistent Jan Černý)
- 2018/19–2021/22 Petr Nedvěd a (asistent Jan Černý)
- 2022/23 Martin Havlát a Marek Židlický
- 2023/24 Petr Nedvěd a (asistent Martin Havlát)
- 2024/25 Jiří Šlégr

## Vyřazená čísla z reprezentace
Na památku významných hráčů byla z reprezentace vyřazena čísla:
- 4 – Karel Rachůnek[14]
- 15 – Jan Marek[14]
- 21 – Ivan Hlinka[15]
- 63 – Josef Vašíček[14]